# Ryszard Dyllus
Ryszard Dyllus (ur. 24 sierpnia 1937 w Zabrzu, zm. 9 lutego 1987 w Chorzowie) – ksiądz rzymskokatolicki, dziekan dekanatu chorzowskiego, proboszcz parafii św. Jadwigi w Chorzowie, wykładowca akademicki.

## Życiorys
Urodził się 24 sierpnia 1937 w Zabrzu, w rodzinie kościelnego.
Po ukończeniu szkoły powszechnej podjął naukę w Niższym Seminarium Duchownym w Opolu. Po zamknięciu szkoły przez władze PRL, kontynuował naukę w Liceum Ogólnokształcącym dla Pracujących w Zabrzu. W trakcie nauki pracował jako sanitariusz w Państwowej Kolumnie Transportu Sanitarnego w Zabrzu.
W 1955 roku uzyskał świadectwo dojrzałości oraz wstąpił do Śląskiego Seminarium Duchownego w Krakowie, gdzie podjął studia filozoficzno-teologiczne.
W 1961 roku otrzymał święcenia kapłańskie. Początkowo pracował jako młody duszpasterz na zastępstwie, m.in. w parafii pw. Wniebowzięcia NMP w Chorzowie Batorym. Następnie skierowano go do pracy duszpasterskiej jako wikariusza w parafii pw. św. Antoniego w Chorzowie, a potem w parafii katedralnej Chrystusa Króla w Katowicach.
We wrześniu 1967 mianowany przez ordynariusza diecezji prefektem Wyższego Seminarium Duchownego w Krakowie. Oprócz sprawowania tych obowiązków wykładał w nim także liturgię oraz śpiew kościelny.
W maju 1977 mianowany wikariuszem, a następnie proboszczem parafii św. Jadwigi w Chorzowie.
W 1983 roku pracował w składzie Komisji Duszpastersko-Liturgicznej Diecezjalnego Komitetu ds. Duszpasterskiego i Organizacyjnego Przygotowania Pielgrzymki Jana Pawła II do Katowic. Po pielgrzymce mianowany kanonikiem Kapituły Katedralnej w Katowicach oraz kapelanem Jego Świątobliwości.
W okresie swego kapłaństwa pełnił wiele funkcji kościelnych, był m.in. Diecezjalnym Moderatorem Powołań, członkiem Rady Kapłańskiej Diecezji Katowickiej a także dziekanem dekanatu chorzowskiego.
Zmarł 9 lutego 1987 w Chorzowie.